# 申效曾
申效曾（1927年11月—2015年11月18日），陕西米脂人。男，汉族。1945年2月参加革命，1945年11月加入中国共产党。
1945年2月至1946年7月，先后任陕西省米脂县银城市五乡文书，银城市公安局助理员。1946年7月至1948年4月，任陕西省米脂县青联干事，团县委筹委主任。1948年4月至1953年3月，先后任陕西省绥德团地委书记，西北大区机关团委书记，共青团西北工作委员会组织部科长。1953年3月至1954年9月，任共青团宁夏省委书记。1954年9月至1959年11月，任团中央候补委员、委员，共青团甘肃省委第一书记。1959年11月至1962年9月，在甘肃省甘南州省委农场下放劳动。1962年9月至1972年11月，先后任中共甘肃省张掖地委副书记，中共甘肃省甘南州委副书记。1972年11月至1976年1月，任中共甘肃省委常委、省农办主任。1976年1月至1977年6月，任中共甘肃省委常委、定西地委书记。1977年6月至1979年9月，任中共甘肃省委常委、秘书长。1979年9月至1988年7月，任中共宁夏回族自治区党委副书记。1988年7月至1989年3月，任宁夏回族自治区政协副主席。1989年3月至1993年1月，任政协甘肃省第六届委员会副主席、党组副书记。1993年1月至1998年1月，任政协甘肃省第七届委员会主席、党组书记。2004年3月离职休养。
2015年11月18日22时57分在兰州逝世。